# Chinatown (groupe)
Pour les articles homonymes, voir Chinatown.
Chinatown est un groupe de rock indépendant canadien, originaire de Montréal, au Québec. Il est formé en 2007, et le style musical du groupe est à tendance pop rock.

## Biographie
Felix Dyotte, guitariste du groupe Undercovers, se joint au pianiste Pierre-Alain Faucon et au chanteur et guitariste Julien Fargo pour former le groupe Chinatown, recrutant le batteur Gabriel Rousseau et le bassiste Toby Cayouette. Le groupe compose le morceau Retour à Vega, qui est enregistré avec the Stills pour la bande son du film Wicker Park (2004).
Chinatown publie leur premier EP, L'amour, le rêve et le whisky, en 2007 au label Tacca Musique, suivi par deux albums studio, Cité d'or (2009) et Comment j'ai explosé (2012). Sort aussi le single numérique Tant pis pour moi. Leur propre version de Retour à Vega est incluse dans leur second album.

## Membres
- Pierre-Alain Faucon - voix, claviers
- Félix Dyotte - voix, guitare
- Julien Fargo - guitare, voix
- Toby Cayouette - basse
- Maxime Hébert - batterie

## Discographie
- 2009 : Cité d'or
- 2012 : Comment j'ai explosé
- 2016 : Ride All Night